# Bartok de geweldige
Bartok de geweldige (Bartok the Magnificent) is een teken-/animatiefilm van Don Bluth, uitgebracht in 1999. De hoofdrolspeler, Bartok de vleermuis, had voorheen al een rol in de film Anastasia, als het hulpje van Rasputin. De film bevat vijf liedjes en enkele 3D-animaties.
De filmmuziek werd verzorgd door David Newman.

## Verhaal
Het verhaal gaat over Bartok (Hank Azaria), een albinovleermuis die samen met zijn vriend Sozi (Kelsey Grammer), een beer, in straattheater werkt voor de kost. De film begint met een liedje dat vertelt over Baba Jaga. Het tweede liedje in de film is een optreden van het theater. Aan het einde van de show komt Sozi op, die zich voordoet als bloeddorstige beer en Bartok 'verslaat' hem om te laten zien hoe geweldig hij is. Naar de show kijken ook de jonge prins Ivan (Philip van Dyke), zijn raadsvrouwe Ludmilla (Catherine O'hara) en lijfwacht Woln (Diedrich Bader). Wanneer de show is afgelopen gooit Ivan Bartok zijn ring, een kroonjuweel, toe maar Sozi wil dat Bartok de ring teruggeeft.
Diezelfde nacht wordt prins Ivan ontvoerd door een onduidelijk personage dat op een heks lijkt. Wanneer de heks met Ivan vertrekt laat zij een valse tand achter. De volgende dag wordt Bartok naar het paleis ontboden waar hij van Ludmilla te horen krijgt dat de prins is ontvoerd door de heks Baba Jaga (Andrea Martin). De inwoners van Moskou willen dat de 'onverslaanbare' Bartok naar het IJzerwoud gaat om de prins terug te halen. Sozi protesteert, maar wanneer een klein meisje Bartok overhaalt, besluit Sozi dat dit een kans voor Bartok is om de held in hem waar te maken (hierover gaat het derde liedje, A Possible Hero). Wanneer Bartok en Sozi in het IJzerwoud aankomen moeten ze een raadsel oplossen dat wordt gevraagd door een enorm doodshoofd. Nadat het raadsel is opgelost mag alleen Bartok het huis van Baba Jaga betreden. Wanneer Bartok binnenkomt is er niemand thuis tot plots de heks binnenkomt, en het vierde liedje (Someone in my House) begint. Als de heks Bartok vangt, sluiten ze een deal. Bartok moet drie opdrachten volbrengen, zonder hulp van Sozi, en als dit hem lukt zal de heks hem vertellen waar de prins is.
De eerste opdracht is het halen van Pilov (Jennifer Tilly), een raar kronkelbeest dat al jaren vastzit op een rots in de ijsbron. Het lukt Bartok niet haar los te krijgen dus neemt hij haar met rots en al mee naar de poort naar Baba Jaga's huis. eenmaal daar smelt Pilov los van de rots. Bartoks tweede opdracht is het halen van de kroon van Ubli (French Stewart), een ijzersmedende reus.
Zijn derde opdracht is het pakken van een veer die vijftig meter hoog boven een veld zweeft, waarbij hij niet mag vliegen en het met behulp van de kroon en de rots waarop Pilov zat moet doen. Later gooit Baba Jaga de veer, een diamant van de kroon en een haar van Pilov in de soep die ze brouwt. Dan vraagt ze nog een speciale gift van Bartok, iets wat van binnenuit moet komen. Bartok weet niet wat ze bedoelt en wordt boos en scheldt haar uit. Maar wanneer de heks begint te huilen, krijgt Bartok medelijden en laat een traantje rollen. Baba Jaga pakt dit traantje en gooit het in de soep als laatste ingrediënt. Dan vertelt ze hem dat de prins zit opgesloten in de toren van het paleis en geeft Bartok het elixer dat hem tien keer zo groot maakt als hij van binnen is.
Terug op het paleis vertelt Bartok Ludmilla waar de prins zit en wanneer deze werkelijk in de toren zit, blijkt de prins door Woln ontvoerd te zijn in opdracht van Ludmilla die zelf op de troon wilde zitten. Ze laat Bartok, Prins Ivan en Woln achter in de toren, terwijl ze zelf het drankje opdrinkt en verandert (ze verwacht tien keer zoveel macht te krijgen) in een draak. Tijdens deze metamorfose wordt het liedje 'The real Ludmilla' gezongen. Ondertussen bevrijdt Sozi Bartok en de rest. Het lukt Bartok de draak Ludmilla te verslaan, waarna hij wordt gehuldigd en Baba Jaga nog een keer langskomt, vliegend in een grote kruidenpot.

## Rolverdeling
| Acteur             | Personage    |
| ------------------ | ------------ |
| Hank Azaria        | Bartok       |
| Kelsey Grammer     | Zozi         |
| Andrea Martin      | Baba Jaga    |
| Catherine O'Hara   | Ludmilla     |
| Tim Curry          | The Skull    |
| Jennifer Tilly     | Piloff       |
| French Stewart     | Oble         |
| Phillip Van Dyke   | Prins Ivan   |
| Diedrich Bader     | Vol          |
| Glenn Shadix       | Dorpelingen  |
| Danny Mann         | Head Cossack |
| Kelly Marie Berger | Meisje       |
| Zachary B. Charles | Jongen       |

## Achtergrond
- In een van de laatste scènes wordt Bartok achtervolgd door de draak terwijl deze een toren beklimt. Op het ene moment staat er nog een kruis op de top van deze toren, maar een paar seconden later is dit verdwenen.
- Het stenen pad door het moeras in het IJzerwoud komt plotseling vanuit een andere hoek.
- Bartoks laatste opdracht is het pakken van een veer op vijftig meter hoogte. Hij mag hierbij niet vliegen dus gebruikt hij de rots van Pilov en de kroon. Maar als de rots van Pilov uit elkaar valt en Bartok deze weer opbouwt tot een toren, missen er enkele onderdelen en zijn er wat nieuwe bijgekomen.